# Francesco Tironi

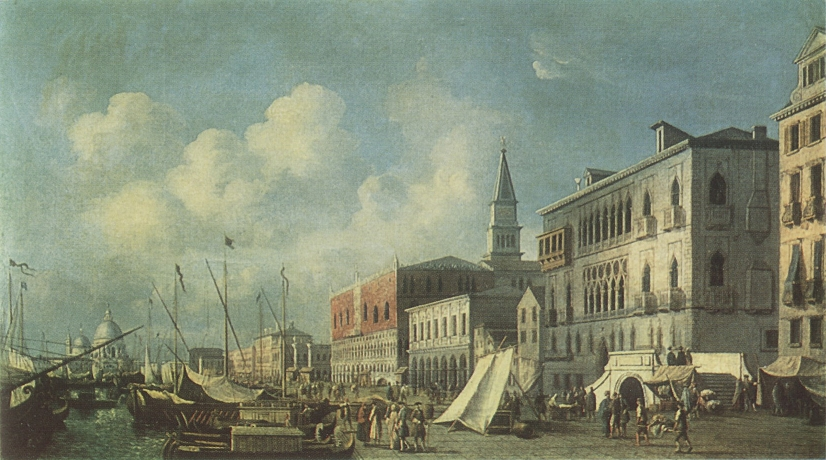
Riva degli Schiavoni

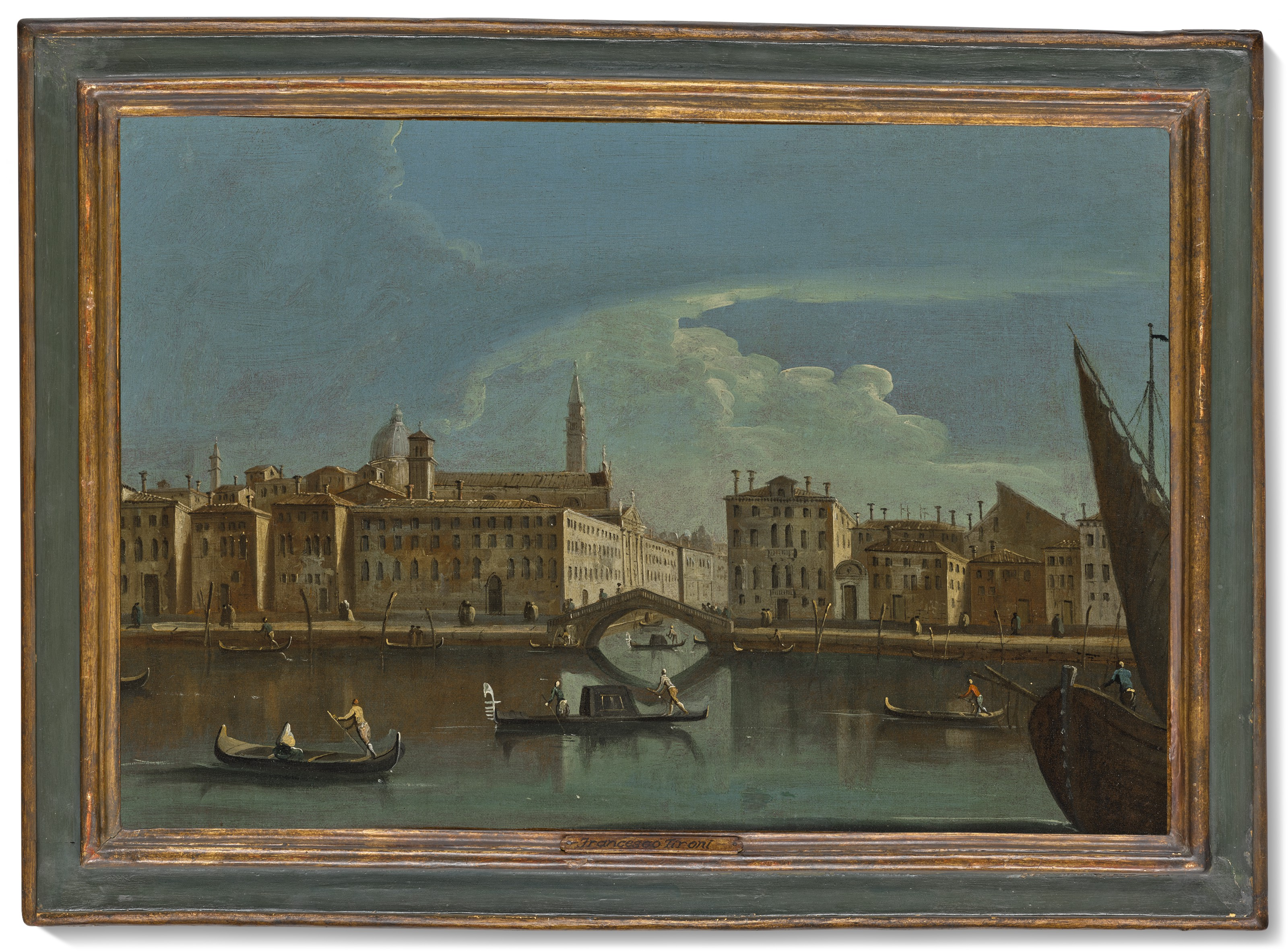
Fondamenta nove mit Ponte dei Mendicanti, Öl auf Leinwand, 50,2 × 74,3 cm, Privatsammlung

Francesco Tironi (* um 1745; † um 1797) war ein venezianischer Vedutist der zweiten Hälfte des 18. Jahrhunderts.

## Werk
Über das Leben Tironis ist ungemein wenig bekannt. Möglicherweise entstammte er einer Familie aus dem Friaul. Nur durch Giannantonio Moschini (1773–1840), der 1806 Tironis Werke auf den Inseln der Lagune von Venedig beschrieb, wurde vermerkt, dass dieser, zu jung, nur wenige Jahre zuvor verstorben sei. Danach wird Tironi erst wieder 1840 erwähnt, nämlich von Filippo De Boni, der sein Sterbejahr um 1800 festlegt. Hermann Voss machte den fast vergessenen Maler wieder bekannter, als er 1927–28 einige seiner Veduten in Buchform publizierte. Zwei dieser Werke befanden sich zu dieser Zeit bei von Liphart in München und waren mit „F.T.“ signiert. Marina Stefani Mantovanelli datierte Tironis Tod auf den 28. Februar 1797. Nach dem von ihr entdeckten Nekrolog starb der Maler im Alter von 52 Jahren.
Tironi werden verschiedene Veduten zugeschrieben, wie die der Riva degli Schiavoni, die Ansicht einer Menschenmenge vor San Zanipolo, dann eine Vedute der Isola Santa Maria della Grazia sowie ein Gemälde vom Zusammentreffen Papst Pius’ VI. mit dem Dogen Paolo Renier auf San Giorgio in Alga im Jahr 1782. Insgesamt fertigte er 24 Veduten der bewohnten Inseln der Lagune an.